# Baross liget

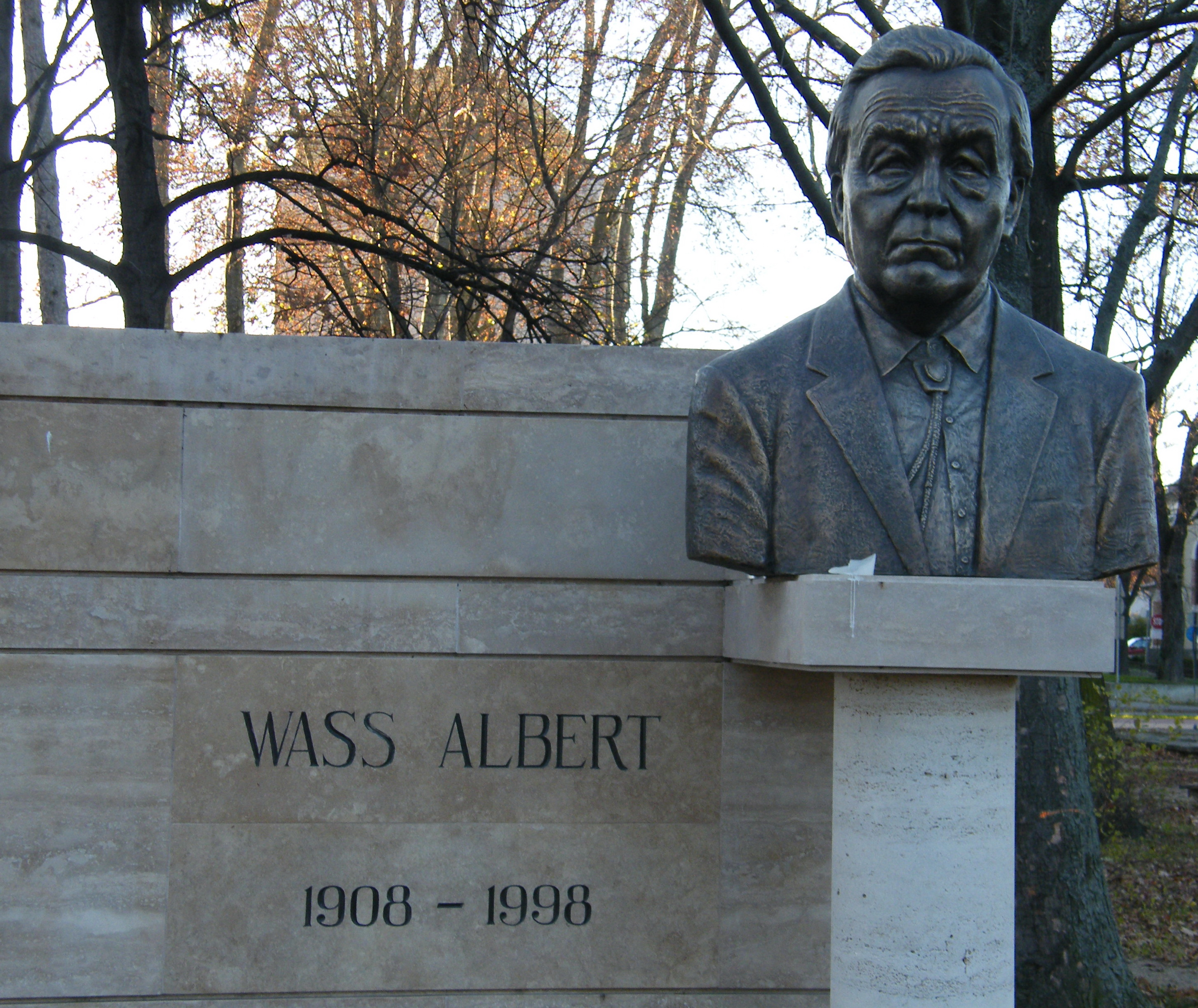
A Wass Albert-emlékmű

A Baross liget (korábban Dózsa liget) a Zrínyi, a Hunyadi és a Kosztolányi utcák közt elterülő egy részében városképileg védett zöldterület Zalaegerszeg belvárosában, közvetlenül a Zala Vármegyei Szent Rafael Kórház mellett. A nyugati határát jelentő Zrínyi utca egyik oldalán 120 éves, 110-120 centiméter törzsátmérőjű fákból álló platánsor, a másik oldalán számos lombosfa fajt felvonultató park törzsterülete található. A parkot Schilham József kaposvári kertész tervezte. Többek között zöld juhar, kislevelű hárs, nyír, keskenylevelű kőris, vadgesztenye, szivarfa, vörös tölgy nő a parkban. Az örökzöldek közül látható lucfenyő, feketefenyő, simafenyő, vörösfenyő, közönséges jegenyefenyő, kaukázusi jegenyefenyő, tuják és hamisciprus. A park számos cserjének is otthon nyújt, található itt például hóbogyó, madárbirsfajok, gyöngyvessző, borbolyák, jezsámen, somfélék és örökzöld fagyalsövény is.
A parkot helyi védettség óvja, amelyet a következő indoklással kapta: „A védelem célja a park területének, növény- és állatvilágának védelme, kiváltképp az itt található idős, hatalmas fák védelme, melyek a vegetációs időszakban jelentős esztétikai értéket képviselnek.”
A terület önkormányzati tulajdonban van, kezelője Zalaegerszeg Megyei Jogú Város Polgármesteri Hivatala.
2008. május 16-án felavatták Wass Albert erdélyi magyar író bronzszobrát, amelyet Bálint Károly marosvásárhelyi szobrászművész ajándékozott a városnak. Az alkotás a liget legmagasabb pontján, az utca tengelyétől 30-35 méterre került elhelyezésre. A szobor elé 3 méter átmérőjű körben alacsony rózsákat és évelő virágokat ültettek.
A liget 1948 óta viselte Dózsa György nevét, 2015 januárjától Baross liget a neve.

## A parkoló-ügy
Miután a Zala Megyei Kórház súlyponti kórház lett a környékén addig is jelentkező parkolási gondok tovább súlyosbodtak. Óriási probléma, hogy az egészségügyi tömb 300-500 méteres körzetében nincs elegendő parkoló. Ráadásul maga az intézmény és a környező utcák sem ekkora forgalom lebonyolítására épültek.
2006-ban Zalaegerszeg képviselő-testülete március 1-jei ülésén úgy döntött, hogy alakuljon munkacsoport a parkolási gondok megoldási lehetőségeinek számbavételére, a felmerülő műszaki, környezeti és gazdasági problémák megvizsgálására.
A viszonylag hosszabb tervezési fázis után egy  több, mint 50 férőhelyes parkoló kialakítása mellett döntöttek. A fejlesztés magába foglalta a közeli „kisposta” előtti parkoló átépítését is, amivel együtt összesen száznál is több parkolóhelyet hoztak létre. A kivitelezésre kiírt pályázatot a Magyar Aszfalt Kft. nyerte el, a munkálatok 2008 augusztusában kezdődtek meg. Szintén ekkor épült ki a park szélén a városi kerékpárútrendszer részeként a bicikliút.